# Самозбереження
Самозбереження — прагнення системи або живого організму залишатися в чинній активній формі. У живих істот цим поняттям описується поведінка в разі виникнення небезпеки, дії з порятунку себе від цієї небезпеки.
У ширшому розумінні для будь-яких складних систем, не лише живих, принцип або закон самозбереження розуміють як спрямування системою всіх своїх зусиль на збереження своїх основних.

## Самозбереження живих організмів
Реалізації поведінці тварин, спрямованій на самозбереження, слугують такі почуття, як біль і страх. Біль відчувається, зазвичай, як аномальний стан організму, який необхідно будь-яким чином усунути. Страх змушує живу істоту шукати притулку і іноді провокує викид у кров адреналіну. Останній дозволяє протягом невеликого часу використовувати ресурси організму більш повно (збільшується сила, з якою можуть діяти м'язи, покращується робота рецепторів тощо).

### «Інстинкт самозбереження»
У побутовому спілкуванні, пресі та психологічній науковій літературі часто використовують словосполучення «інстинкт самозбереження». Як науковий термін його використовують різні автори для позначення широкого спектра біологічних процесів — від елементарних фізіологічних реакцій до складних поведінкових програм. Зокрема, поняття «інстинкт самозбереження» часто використовується в літературі з суїцидології, де розглядається в аспекті порушення функціонування природних процесів життєдіяльності.[джерело?] Термін «самозбереження» застосовується і в переносному сенсі, наприклад, для опису адаптації людини в соціумі з метою уникнути емоційних і психологічних травм.
Проте з точки зору біологічних наук та особливо етології, де термін інстинкт означає особливий тип вродженої видоспецифічної складної поведінки, яка запускається конкретними стимулами зовнішньої поведінки, релізерами, словосполучення «інстинкт самозбереження» не має сенсу, оскільки всі поведінкові й фізіологічні функції тварини якраз і спрямовані на досягнення самозбереження. Виділити окремий інстинкт самозбереження, подібний до інстинкту полювання, інстинкту гніздування у птахів та інших, не вдається.
З приводу наявності інстинкту самозбереження як самостійного біологічного спонукання скептично висловлювався етолог Конрад Лоренц:
|   | Активність організму, яку можна назвати по її функції — харчування, розмноження або навіть самозбереження, — звичайно ж, ніколи не буває результатом лише однієї-єдиної причини або одного-єдиного спонукання. Тому цінність таких понять, як «інстинкт розмноження» або «інстинкт самозбереження», настільки ж нікчемна, скільки нікчемною була б цінність поняття якоїсь особливої "автомобільної сили", яку я міг би з таким же правом ввести для пояснення того факту, що моя стара добра машина все ще їздить … Хто знайомий з патологічними порушеннями вроджених механізмів поведінки — ці механізми ми і називаємо інстинктами, — той ніколи не подумає, ніби тваринами, і навіть людьми, керують якісь напрямні фактори, які збагненні лише з точки зору кінцевого результату, а причинне пояснення не піддається і не потребує його. Поведінка, єдина з точки зору функції — наприклад, харчування або розмноження, — завжди буває обумовленим дуже складною взаємодією дуже багатьох фізіологічних причин. |
| — | |

В деяких випадках, інколи з причини хвороб, інстинкт самозбереження перестає працювати і організм перестає уникати небезпеки або захищати свою цілісність, здоров'я і життя.